# Harvie i el museu màgic
Harvie i el museu màgic (txec: Hurvínek a kouzelné muzeum) és una pel·lícula de comèdia fantàstica del 2017 basada en el duet còmic txec de titelles Spejbl i Hurvínek. S'ha doblat al català.
La producció de la pel·lícula va durar set anys. Amb un pressupost de 170 milions de corones txeques, va ser la cinquena pel·lícula txeca més cara en el moment de la seva estrena, i la pel·lícula d'animació txeca més cara.
La pel·lícula es va estrenar a la República Txeca i Eslovàquia el 31 d'agost de 2017 i va ingressar de 2.079.037 dòlars arreu del món. A Txèquia, va recaptar 354.048 dòlars per un total brut d'1.007.954 dòlars; a Eslovàquia, 2.265 dòlars per un total de 61.859. La pel·lícula es va estrenar a Rússia el 7 de març de 2019. L'estrena va ser boicotejada per l'Associació de Propietaris de Cinemes i tres entitats més a causa de les pressions per part del Ministeri de Cultura de Rússia. A causa d'això, la pel·lícula va ser un fracàs de taquilla, atès que va recaptar 235.105 dòlars el cap de setmana d'estrena per un total brut de 468.680 dòlars.
La pel·lícula va rebre crítiques generalment negatives.